# NGC 1920
NGC 1920 je emisijska maglica s otvorenim skupom u zviježđu Zlatnoj ribi. 

## Vanjske poveznice
- SEDS: NGC 1920